# Olympus 1
Olympus 1 es un satélite de comunicaciones de la ESA lanzado el 12 de julio de 1989 desde el puerto espacial de Kourou a una órbita geoestacionaria por el último Ariane 3.
El Olympus 1 fue utilizado como demostrador tecnológico para la emisión directa de señales de televisión. También llevaba con transpondedores convencionales. Llevó a cabo un experimento de comuicación con el satélite EURECA, también de la ESA.